# Тегераанебі
Тегераанебі (груз. თეგერაანები) — село в Грузії.
За даними перепису населення 2014 року в селі проживає 61 особа.